# John Capel
John Capel (Brooksville, 27 november 1978) is een Amerikaanse sprinter die is gespecialiseerd in de 100 m en de 200 m. Hij werd wereldkampioen, meervoudig Amerikaanse kampioen en nam deel aan de Olympische Spelen.
Capel studeerde aan de University of Florida in Gainesville. Daar speelde hij in het Americanfootballteam. In 2000 ging hij weg bij dit team om zich op het sprinten te concentreren.
Op de Amerikaanse kampioenschappen in 2000 plaatst hij zich voor de Olympische Spelen in Sydney dat jaar. In de olympische finale werd hij achtste, omdat hij dacht dat de scheidsrechter wegens een valse start had afgeschoten.
Drie jaar na de Spelen behaalde hij zijn grootste succes van zijn sportcarrière. Op de wereldkampioenschappen atletiek 2003 in Parijs werd hij wereldkampioen op de 200 m. Bij de finish lag hij met een tijd van 20,30 seconden slechts één honderdste van een seconde voor zijn landgenoot Darvis Patton. Op dit kampioenschap won hij ook een gouden medaille als startloper van de 4 x 100 m estafetteploeg dat naast hem uit Bernard Williams, Darvis Patton en Joshua J. Johnson bestond. Met een tijd van 38,06 versloeg hij de teams uit Brazilië (zilver; 38,26) en Nederland (brons; 38,87).
Op de Olympische Spelen van 2004 in Athene kwalificeerde hij zich niet voor de Olympische Spelen en gaf men de voorkeur aan Shawn Crawford, Bernard Williams en Justin Gatlin, die in deze volgorde de medailles wonnen op de 200 m. Op de wereldkampioenschappen atletiek 2005 in Helsinki stond hij weer aan de start en keerde met het brons naar huis. Voor hem finishte twee de Amerikanen Justin Gatlin en Wallace Spearmon.
Na een dopingtest in februari 2006 werd hij positief test op het gebruik van marihuana. Aangezien hij in 2004 al eens eerder positief was getest werd hij door het Amerikaans antidopingbureau voor twee jaar geschorst.

## Titels
- Wereldkampioen 200 m - 2003
- Wereldkampioen 4 x 100 m estafette - 2003
- Amerikaans kampioen 200 m (outdoor) - 2000
- Amerikaans kampioen 200 m (indoor) - 2003

## Persoonlijke records
Outdoor
| Onderdeel | Prestatie | Datum        | Plaats     |
| --------- | --------- | ------------ | ---------- |
| 100 m     | 9,95 s    | 19 juni 2004 | Eugene     |
| 200 m     | 19,85 s   | 23 juli 2000 | Sacramento |

Indoor
| Onderdeel | Prestatie | Datum            | Plaats       |
| --------- | --------- | ---------------- | ------------ |
| 55 m      | 6,14 s    | 18 januari 2003  | Gainesville  |
| 60 m      | 6,48 s    | 15 februari 2003 | Fayetteville |
| 200 m     | 20,26 s   | 10 maart 2000    | Fayetteville |

## Palmares

### 100 m
Kampioenschappen
- 1999:  Universiade - 10,35 s
- 2003:  Wereldatletiekfinale - 10,05 s
- 2004: 4e Wereldatletiekfinale - 10,25 s

Golden League-podiumplekken
- 2003:  Golden Gala – 10,04 s
- 2003:  ISTAF – 10,23 s
- 2003:  Weltklasse Zürich – 9,97 s

### 200 m
Kampioenschappen
- 2000: 8e OS - 20,49 s
- 2003:  WK - 20,30 s
- 2005:  WK - 20,31 s
- 2005: 8e Wereldatletiekfinale - 21,04 s

Golden League-podiumplekken
- 2003:  Meeting Gaz de France – 20,21 s
- 2004:  Memorial Van Damme – 20,24 s

### 4 x 100 m estafette
- 2003:  WK - 38,06 s